# ベニー・トラオレ
ベニー・トラオレ（Bénie Traoré, 2002年11月30日 - ）は、コートジボワールのプロサッカー選手。コートジボワール代表。FCバーゼル所属。ポジションはフォワード。

## 経歴

### クラブ
母国のASECミモザに2シーズン在籍した後、2021年にスウェーデンのヘッケンに移籍。2月21日、スヴェンスカ・クッペンのダルクルド戦でデビュー。27日のGauthiod戦でプロ初ゴールを挙げた。4月11日、ハルムスタッズとの開幕戦でアルスヴェンスカン初出場。
2022年3月6日、スヴェンスカ・クッペンのハンマルビー戦で重傷を負い、およそ8か月の長期離脱を余儀なくされた。9月26日にヘッケンとの契約延長に合意し、自身はこのシーズン中に復帰できなかったが、クラブはアルスヴェンスカンを制した。
2023年7月、プレミアリーグに昇格したシェフィールド・ユナイテッドに4年契約で移籍。8月12日、2023-24シーズン開幕戦のクリスタル・パレス戦に先発出場し、イングランドでの公式戦デビュー。
2024年1月4日、フランスのナントにシーズン終了までの契約でローン移籍（買い取りオプションあり）。14日、リーグ・アン第18節のクレルモン・フット戦で初出場すると、フロラン・モレのゴールをアシスト。しかし73分にレッドカードを受け退場処分となった。
2024年7月22日、FCバーゼルに4年契約で移籍した。

### 代表
2023年3月、U-23コートジボワール代表に召集され、22日に行われたモロッコとの親善試合で初キャップ。11月21日、イラクとの親善試合で世代別代表初ゴールを挙げた。

## 個人成績

### クラブ
| 国内大会個人成績 | 国内大会個人成績  | 国内大会個人成績 | 国内大会個人成績   | 国内大会個人成績 | 国内大会個人成績 | 国内大会個人成績 | 国内大会個人成績 | 国内大会個人成績 | 国内大会個人成績 | 国内大会個人成績 | 国内大会個人成績 |
| 年度             | クラブ            | 背番号           | リーグ             | リーグ戦         | リーグ戦         | リーグ杯         | リーグ杯         | オープン杯       | オープン杯       | 期間通算         | 期間通算         |
| 年度             | クラブ            | 背番号           | リーグ             | 出場             | 得点             | 出場             | 得点             | 出場             | 得点             | 出場             | 得点             |
| スウェーデン     | スウェーデン      | スウェーデン     | スウェーデン       | リーグ戦         | リーグ戦         | リーグ杯         | リーグ杯         | オープン杯       | オープン杯       | 期間通算         | 期間通算         |
| ---------------- | ----------------- | ---------------- | ------------------ | ---------------- | ---------------- | ---------------- | ---------------- | ---------------- | ---------------- | ---------------- | ---------------- |
| 2021             | ヘッケン          | 16               | アルスヴェンスカン | 27               | 3                | 7                | 4                | -                | -                | 34               | 7                |
| 2022             | ヘッケン          | 16               | アルスヴェンスカン | 0                | 0                | 3                | 3                | -                | -                | 3                | 3                |
| 2023             | ヘッケン          | 7                | アルスヴェンスカン | 14               | 12               | 6                | 3                | -                | -                | 20               | 15               |
| イングランド     | イングランド      | イングランド     | イングランド       | リーグ戦         | リーグ戦         | FLカップ         | FLカップ         | FAカップ         | FAカップ         | 期間通算         | 期間通算         |
| 2023-24          | シェフィールド・U | 11               | プレミアリーグ     | 8                | 0                | 1                | 0                | -                | -                | 9                | 0                |
| フランス         | フランス          | フランス         | フランス           | リーグ戦         | リーグ戦         | F・リーグ杯      | F・リーグ杯      | フランス杯       | フランス杯       | 期間通算         | 期間通算         |
| 2023-24          | ナント            | 77               | リーグ・アン       | 14               | 0                | -                | -                | 1                | 0                | 15               | 0                |
| スイス           | スイス            | スイス           | スイス             | リーグ戦         | リーグ戦         | スイス杯         | スイス杯         | オープン杯       | オープン杯       | 期間通算         | 期間通算         |
| 2024-25          | バーゼル          | 11               | スーパーリーグ     |                  |                  |                  |                  | -                | -                |                  |                  |
| 通算             | スウェーデン      | スウェーデン     | アルスヴェンスカン | 41               | 15               | 16               | 10               | -                | -                | 57               | 25               |
| 通算             | イングランド      | イングランド     | プレミアリーグ     | 8                | 0                | 1                | 0                | 0                | 0                | 9                | 0                |
| 通算             | フランス          | フランス         | リーグ・アン       | 14               | 0                | -                | -                | 1                | 0                | 15               | 0                |
| 通算             | スイス            | スイス           | スーパーリーグ     |                  |                  |                  |                  | -                | -                |                  |                  |
| 総通算           | 総通算            | 総通算           | 総通算             | 63               | 15               | 17               | 10               | 1                | 0                | 81               | 25               |

### 代表
| コートジボワール代表 | 国際Aマッチ | 国際Aマッチ |
| 年                   | 出場        | 得点        |
| -------------------- | ----------- | ----------- |
| 2024                 | 5           | 0           |
| 通算                 | 5           | 0           |

## タイトル

### クラブ
ヘッケン
- アルスヴェンスカン（2022）[8]
- スヴェンスカ・クッペン（2022-23）